# Лютий 2002
Лютий 2002 — другий місяць 2002 року, що розпочався у п'ятницю 1 лютого та закінчився у четвер 28 лютого.

## Події
- 2 лютого — Король Віллем-Олександр одружився з Максимою Серутті в Амстердамі.
- 8 лютого — проведено церемонію відкриття Зимових Олімпійський ігор 2002 у Солт-Лейк-Сіті.
- 27 лютого — Аліша Кіз виграла сім нагород Греммі.